# Nestegis apetala
Nestegis apetala is een plantensoort uit de olijffamilie (Oleaceae). Het is een kleine maar stevige boom die een groeihoogte tot 10 meter kan bereiken. De grijze tot grijsbruine schors is stevig en vaak diep gegroefd. De boom heeft leerachtige glanzende bladeren die donkergroen van kleur zijn. De ovale vruchten hebben een paarsachtige kleur en hangen in losse trossen.
De soort komt voor op het eiland Norfolk en op het Noordereiland van Nieuw-Zeeland. Verder komt de soort ook voor op de eilanden voor de kust van het Noordereiland, zoals de Driekoningeneilanden en de Poor Knights-eilanden. Hij groeit daar in kustbossen, vaak op rotsachtige hellingen, rotswanden, puinhellingen en blootgestelde bergkammen. De boom is een belangrijke soort in bossen op de voor de kust liggende eilanden. Hij groeit daar te midden van soorten als pohutukawa (Metrosideros excelsa), tawapou (Planchonella costata), Melicytus novae-zelandiae, Streblus spp. (vooral Streblus banksii), houpara (Pseudopanax lessonii) en whau (Entelea arborescens).

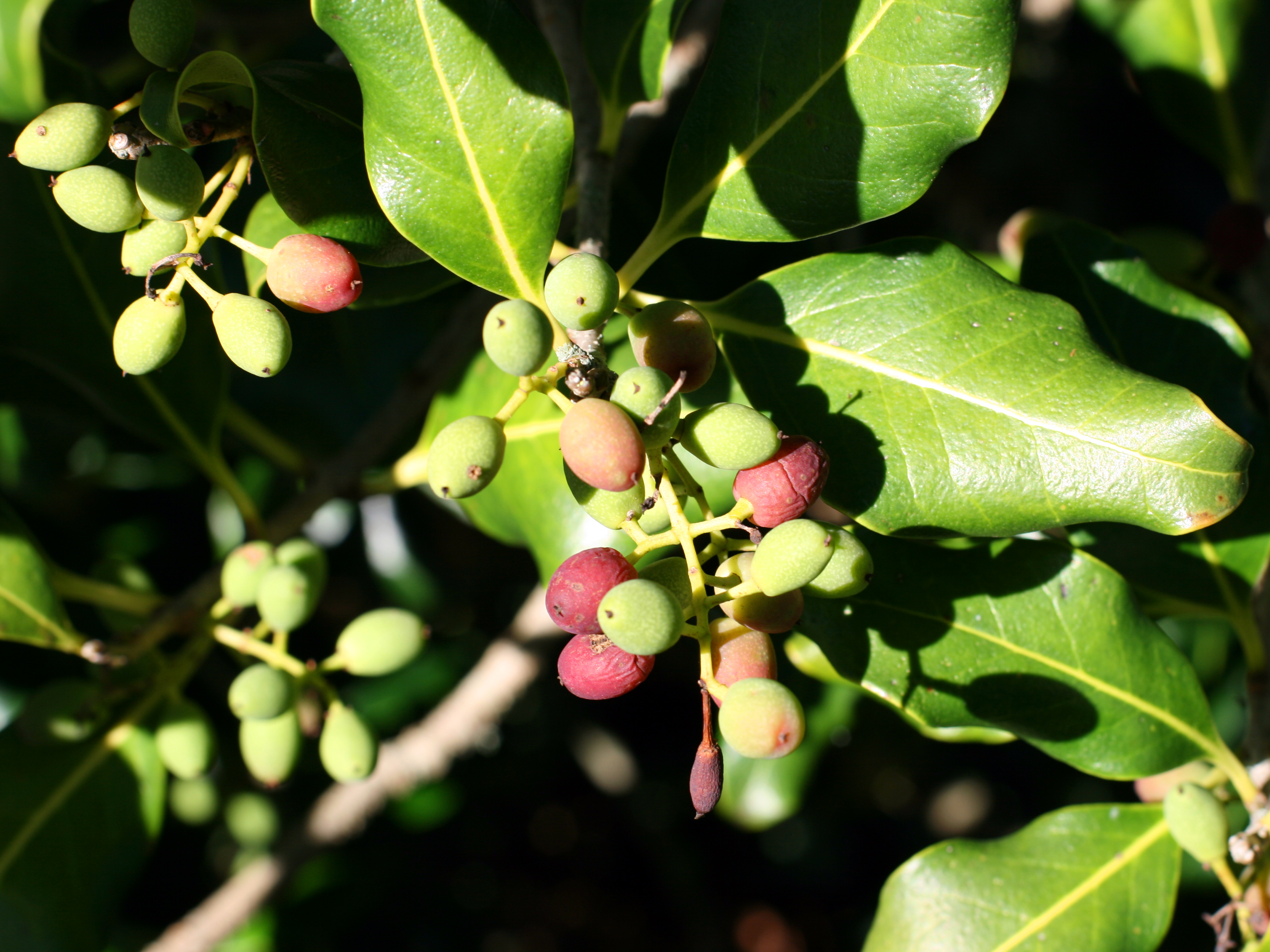
Vruchten